# ドラド (SS-248)
ドラド (USS Dorado, SS-248) は、アメリカ海軍の潜水艦。ガトー級潜水艦の一隻。艦名はハワイでマヒマヒとして知られるシイラ（英名Dolphinfish）のスペイン語名（語源は「金」で、シイラの体色を表す）に因む。

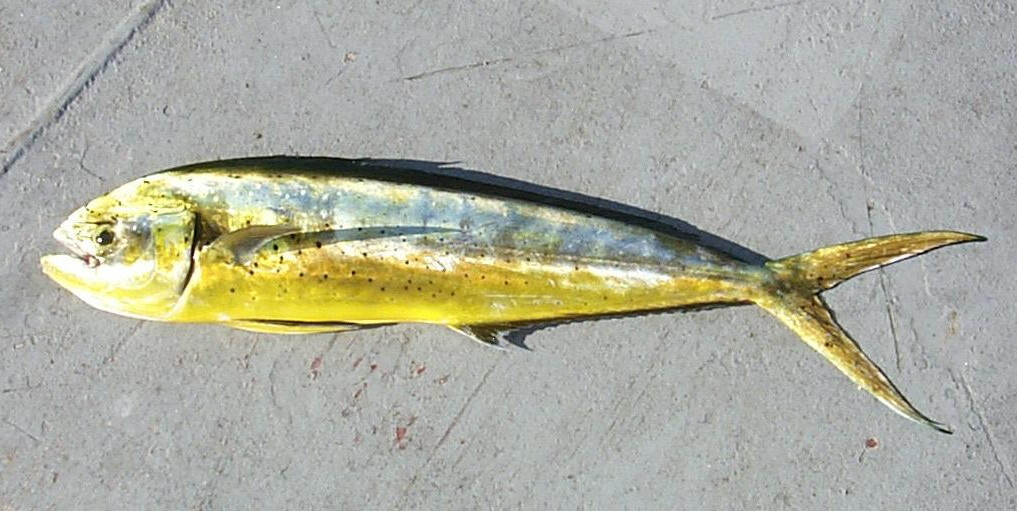
シイラ（Dorado）

## 艦歴
「ドラド」は1942年8月27日にコネチカット州グロトンのエレクトリック・ボート社で起工した。1943年5月23日にエズラ・G・アレン夫人によって進水し、艦長アール・カフレイ・シュナイダー少佐の指揮下1943年8月28日に就役する。公試後1943年10月6日にコネチカット州ニューロンドンを出航しパナマ運河地帯に向かうが、到着予定日である10月14日に到着することはなかった。
通常訓練において潜水艦の前方50海里 (92.6 km)、後方100海里 (185.2 km)、両翼15海里 (27.8 km)が航行予定海域として爆撃規制が行われると関係各位に通知された。しかしながら10月12日の晩、グアンタナモ湾を拠点とする第210偵察航空団所属のPBM マリナー乗務員は誤った範囲を通知された。現地時間の20時49分、雲の出ていた月明かりの空の下、偵察機は未確認の潜水艦に対して3発のマーク47型爆雷と1発のマーク4型Mod4 100ポンド爆弾を投下した。彼らは潜水艦が規制海域外を航行していると信じていた。約2時間後に偵察機は識別信号の交換を試みた別の潜水艦を観測した。偵察機はこの2隻目の潜水艦に攻撃を行った。潜水艦は識別信号の応答として、機銃を撃ってきた。また、10月12日の夜に「ドラド」の規制海域を通行予定であった護衛艦は、潜水艦との接触を報告しなかった。「ドラド」の到着予定であった10月14日になると直ちに空中捜索が始められた。油と残骸が広がっているのが発見された。続いて調査委員会がグアンタナモ湾で招集され、ワシントン海軍工廠ではより公式の委員会が開かれた。委員会は「油が広がっている箇所」は燃料ではなく、自然の産物 ーおそらく海草のような植物が腐敗したものーであると判断した。「残骸」は「ドラド」の物ではないことが確認された。グアンタナモ及びワシントンの両委員会で、偵察機の乗員は彼らが攻撃した潜水艦2隻はUボートだと確信していると証言した。
しかし、これらの情況証拠にもかかわらず、「ドラド」がマリナーによって沈められたかどうかを疑う理由が存在する。マリナーの乗員達は、「ドラド」がその海域を航行していることを知っており、潜水艦への攻撃前に非常に注意深く目標を観察している。最初の攻撃に先立ち偵察機の4人の乗組員は水上の潜水艦を12分間観察した。
- 同海域は彼らが（不正確に）告げられた「ドラド」の航行予想海域から48マイル離れており、実際の航行海域からは34マイル離れていた。
- その潜水艦は「ドラド」の基本コースからほぼ90度離れていた。
- 「ドラド」は艦の前方甲板に3インチ砲[注釈 1]を装備していたが、その潜水艦は装備していなかった。
- その潜水艦は甲板全体に溝が掘られており、「ドラド」は司令塔の近くにしか掘られていなかった。
- その潜水艦は「取っ手状の」物体を司令塔正面に装備していた。これはIX型Uボートに装備された「ビスケー・クロス」レーダー探知機と考えられる。

戦後ドイツ海軍の記録が検討され、マリナーが最初に攻撃したのは潜水艦「U-518」であった可能性が示された。上に挙げた「ビスケー・クロス」レーダー探知機と思しき物体を考えると、そういう見方が出るのは当然であった。しかしながら艦の航海日誌にはその攻撃は記録されていない。書き落としたか、普通ではありえないことではあるがマリナーの攻撃を「U-518」が気づかなかった可能性が考えられる。投下された3発の爆雷および1発の爆弾の内、1発の爆雷は不発であり、もう1発もあまりにも低く投下されたため爆発しなかった。3発目の爆雷と爆弾も爆発したのを確認できなかった。攻撃の後マリナーは同海域を20分間捜索したが、爆発、水泡、残骸のいずれも発見できなかった。マリナーが2時間後に攻撃した潜水艦は「U-214」であった。戦後入手された「U-214」の航海日誌には航空機による攻撃が記録されていた。近年におけるいくつかの記録、例えばUボートに関することをほぼ網羅しているサイトでは、ドラドは「U-214」が敷設した機雷によって沈んだとしている。
1970年代になって、Syneca Research Groupが「ドラド」の喪失に関する新説を発表した。それによれば、「ドラド」は試運転中に火災を発生して失われたというものであり、また「ドラド」の残骸はメキシコ湾のある海岸にあり、司令塔が地面から姿を見せている主張した。しかし、この説が唱えられた1970年代以降、残骸があると主張する地点は風化や侵食で場所が分からなくなっており、後に「ドラドの残骸はカリブ海の海流によって900マイルも流された」と主張を変えている。
「ドラド」の記念碑はカンザス州ウィチタ、アーカンザス川沿いのベテランズ・メモリアル公園に建立された。また、2011年11月には「ドラド」に関する本が出版された。